# فيليب كينغ
فيليب كينغ (بالإنجليزية: Philip Gidley King)‏ هو سياسي أسترالي، ولد في 31 أكتوبر 1817 في أستراليا، وتوفي في 5 أغسطس 1904 في أستراليا. انتخب عضو المجلس التشريعي نيو ساوث ويلز.